# Au cœur du labyrinthe
Au cœur du labyrinthe (Mystery Mile) est un roman policier écrit en 1930 par la romancière britannique Margery Allingham. Faisant suite au succès de Crime à Black Dudley, il en reprend l'enquêteur, Albert Campion, maintenant élevé au rang de principal protagoniste de l'action.

## Présentation
Crowdy Lobett, vieux juge américain rendu célèbre par son combat contre l'organisation criminelle Simister, est menacé de mort. Parti en Angleterre avec ses enfants, il croise la route du mystérieux aventurier Albert Campion qui décide de loger la famille chez deux jeunes châtelains de ses amis, Giles et Biddy Paget, propriétaire du château de Mystery Mile dans le Suffolk. Mais le soir de leur arrivée est marqué par un événement tragique : le suicide inexplicable du vieux pasteur de l'endroit, Swithin Cush, après la visite d'un chiromancien de passage. Crowdy Lobett confie alors à Campion être sur la piste d'un indice qui permettrait de démasquer le chef de Simister…

## Résumé
Le vieux juge américain Crowdy Lobbett a mené toute sa vie un combat contre l'organisation internationale d'escrocs, Simister. Ses exploits lui valent de nombreuses tentatives de meurtre qui le persuadent de partir en Angleterre avec ses enfants, Marlowe et Isopel. Sur le paquebot L'Elephantine, il échappe de peu à l'électrocution via un spectacle de tours de magie grâce à l'intervention de l'aventurier Albert Campion, qui laisse au cas-où sa carte de visite à Marlowe.
Une fois arrivé à Londres, Marlowe se rend au domicile de Campion. Il lui explique que le juge qui refuse toute surveillance policière, pourrait avoir trouvé un indice sur l'identité actuelle du chef de Simister. Le détective décide alors de mettre les Lobbett à l'abri dans un petit village du Suffolk, Mystery Mile où deux de ses amis, Giles et sa sœur Biddy Paget possèdent un château. Mis au courant, les jeunes châtelains accueillent chaleureusement la famille. Mais le premier soir de leur arrivée, un homme bizarre qui se prétend chiromancien vient leur rendre une visite aux conséquences tragiques : le suicide de Swithin Cush, vieux prêtre de la paroisse et ami intime des Paget. Il laisse derrière lui plusieurs lettres affirmant qu'il souffrait d'une maladie mortelle ainsi que des conseils mystérieux à l'intention de ses amis et un cavalier rouge de jeu d'échecs. Interrogé par Campion, le juge finit par avouer qu'il est bien sur une piste mais refuse obstinément d'en dire plus.
Tandis que l'enquête au sujet de Swithin n'obtient pas de résultats, les châtelains reçoivent la visite d'un marchand d'art turc, Ali Fergusson Barber, qui a déjà rencontré Campion et le juge sur le bateau et les a épouvantés par ses bavardages sans fin. Venu expertiser un tableau de famille, Barber arrive au moment où le petit groupe fait une promenade dans les jardins de Mystery Mile. Le Juge Lobbett entre par jeu dans le labyrinthe mais n'en ressort pas. Terrifiés, les jeunes gens effectuent une foule de recherches qui se soldent par l'échec. Tout ce qu'ils trouvent est un papier où le juge leur demande de ne pas contacter la police et de veiller sur une valise bleu en sa possession. La valise s'avère pleine à craquer d'une collection de livres pour enfants illustrés. Le lendemain, Albert Campion se rend à Londres avec Marlowe et demande à ses amis, policiers et voleurs confondus, des informations sur Anthony Datchett, le chiromancien, qui s'avère un maître-chanteur bien connu. Peu après, Biddy se fait enlever par l'épicier du coin, Mr Kettle qui la fait passer à Londres dans son camion, où elle est séquestrée par la bande de Simister. Campion, Marlowe et Giles partent alors à son secours, épaulé par Thos Knapp, escroc ami du détective qui a localisé l'enlèvement en espionnant des communications téléphoniques. Les jeunes gens rassemblent une bande et envahissent la maison par le toit. Ils parviennent à sauver Biddy et Campion passe aux aveux. C'est lui qui a organisé la "disparition" du juge Lobbett avec l'aide de deux types du coin afin de le protéger. Le vieil homme réside actuellement chez un vicaire, ancien ami de Swithin Cush que celui-ci avait recommandé dans ses lettres.
Réunis, Campion propose au juge Lobbett de revenir à Mystery Mile afin d'affronter le chef de Simister qui viendra sans doute en personne. Avec Giles, les deux hommes font le voyage de nuit. Ils trouvent le château allumé mais ses occupants (la gouvernante et Mr Barber) ont été endormis avec du chloroforme. Le juge récupère le livre d'enfant qui l'intéresse, "Sindbad le Marin et autres contes" où, d'après un ancien membre de Simister, se trouve un indice sur l'identité du chef. Crowdy et Giles repartent par bateau mais Albert décide de rester à Mystery Mile dans une cabane de pêcheur où il s'applique à décoder le livre. C'est lorsqu'il trouve la solution (en faisant le lien avec le conte "Ali Baba et les Quarante Voleurs") que le criminel vient le rejoindre : ce dernier n'est autre qu'Ali Fergusson Barber. Le marchand d'art se confie aussitôt au détective. Il a hérité de cette situation par son père, gardant officiellement une identité authentique. Lorsqu'il a appris où se réfugiait le juge Lobbett, il a décidé d'agir en personne. Après son discours, Barber tire sur Campion avec un pistolet à acide puis un véritable pistolet. Il descend de la cabane pour rejoindre sa victime et commet une erreur fatale : égaré, il s'enfonce et meurt dans les marais.
Blessé mais vivant, Albert Campion revient dans son appartement de Londres. Par son ami le policier Stanislaus Oates, il apprend le secret de Swithin Cush. Ce dernier n'était pas prêtre et il a usurpé dans sa jeunesse l'identité de son frère aîné, mort d'une maladie de cœur. Avec les années, Swithin devint de plus en plus effrayé par le chantage. Lorsque Datchett lui dit qu'il était au courant, il mit fin à ses jours. Après le départ de l'inspecteur, Campion relit une lettre de Biddy. Elle lui apprend que Giles et elle-même vont bientôt contracter mariage avec Isopel et Marlowe. Le détective ne lui aura jamais avoué son amour pour elle.

## Personnages
- Albert Campion : aventurier et détective
- Biddy Paget : jeune châtelaine et sœur jumelle de Giles
- Giles Paget : châtelain de Mystery Mile
- Crowdy Lobett : célèbre juge américain
- Marlowe Lobett : fils du juge
- Isopel Lobett : fille du juge
- Swithin Cush : vieux pasteur de Mystery Mile et ami des Paget
- Ali Fergusson Barber : marchand d'art turc
- Thos Knapp : criminel, ami de Campion
- Malgerforstein Lugg : serviteur de Campion et ancien prisonnier
- Stanislaus Oats : inspecteur de Scotland Yard, ami de Campion
- Bertie : pseudonyme d'Albert Campion
- Hewes : pseudonyme d'Albert Campion
- Ash Tootles : pseudonyme d'Albert Campion

## Adaptation
- 1989 : Mystery Mile, épisodes 7 et 8, saison 2, de la série télévisée britannique Campion (en) réalisés par Ken Hannam, avec Peter Davison dans le rôle d'Albert Campion